# Adelodiscus philippinensis
Adelodiscus philippinensis är en svampart som beskrevs av Syd. 1931. Adelodiscus philippinensis ingår i släktet Adelodiscus, ordningen disksvampar, klassen Leotiomycetes, divisionen sporsäcksvampar och riket svampar.   Inga underarter finns listade i Catalogue of Life.